# Khoa hô hấp
Khoa hô hấp là một chuyên ngành y khoa chuyên giải quyết các bệnh liên quan đến đường dẫn khí.
Khoa hô hấp còn được gọi là khoa lồng ngực ở một số quốc gia và vùng lãnh thổ. Khoa hô hấp được coi là một ngành nội khoa, và có liên quan đến hồi sức tích cực. Khoa hô hấp thường phải đối mặt với những ca bệnh nhân cần đến thở máy và hỗ trợ sinh hiệu. Các bác sĩ khoa hô hấp được đào tạo chuyên khoa về các bệnh của vùng ngực, có thể kể ra như viêm phổi, hen suyễn, lao, và các biến chứng nhiễm trùng vùng ngực.

## Các tạp chí trong khoa hô hấp
- American Association for Respiratory Care
- American College of Chest Physicians
- American Lung Association
- American Thoracic Society
- British Thoracic Society
- European Respiratory Society